# Strong Enough (Des'ree)
Pour les articles homonymes, voir Strong Enough.
Pistes de I Ain't Movin'
Little Child
(4) Trip on Love
(6)
Strong Enough est une chanson de l'autrice-compositrice-interprète britannique Des'ree sortie le 9 mai 1994 et présente sur son deuxième album, I Ain't Movin' (1994) dont elle est la cinquième piste. Les signataires de ce titre sont : Des'ree, Peter Lord Moreland et Vernon Jeffrey Smith.
L'artiste français Christophe Willem reprendra ce titre en proposant son interprétation lors du casting toulousain du télé-crochet Nouvelle Star en 2005.